# Пожарный насосно-рукавный автомобиль
Пожарный насосно-рукавный автомобиль — пожарный автомобиль, оборудованный насосом, комплектом пожарных рукавов и предназначенный для доставки к месту пожара (аварии) личного состава, пожарно-технического вооружения, оборудования и проведения действий по тушению. Относится к основным пожарным автомобилям общего применения. Его основное отличие от автомобильной цистерны заключается в отсутствии цистерны. За счёт высвободившегося объёма и массы автомобиль вывозит большее количество напорных рукавов, имеет увеличенный объём пенобака и, как правило, удлинённый салон боевого расчёта, допускающий размещение 9 человек.
Задачей насосно-рукавного автомобиля является подача воды от водоисточника непосредственно к месту пожара, или к автоцистерне, работающей "вперекачку". Запас рукавов и большая численность боевого расчёта обеспечивают быструю прокладку магистральных рукавных линий. Пожарные насосы, система дополнительного охлаждения, вакуумная система, коробка отбора мощности и газоструйный вакуумный аппарат аналогичны тем, которые установлены на пожарных автоцистернах.